# Homonota penai
Homonota penai är en ödleart som beskrevs av  Donoso-barros 1966. Homonota penai ingår i släktet Homonota och familjen geckoödlor. Inga underarter finns listade i Catalogue of Life.